# Biologia
| Escherichia coli | Salce japonés |
| Cuca Goliath     | Gasela        |

La biologia (del grec βιος, bios, ‘vida’ i λογος, logos, ‘estudi’) és una de les ciències naturals que té com a objecte d'estudi la matèria viva i més específicament el seu origen i evolució; així com de les seves propietats (gènesi, nutrició, morfogènesi, reproducció, patogènia, etc.). La biologia s'ocupa tant de la descripció de les característiques i els comportaments dels organismes individuals, com de les espècies en el seu conjunt, així com de la reproducció dels éssers vius i de les interaccions entre aquests i l'entorn. En altres paraules, es preocupa de l'estructura i la dinàmica funcional comuna a tots els éssers vius a fi d'establir les lleis generals que regeixen la vida orgànica i els seus principis explicatius fonamentals.
La paraula biologia en el seu sentit modern pareix haver sigut introduïda independentment per Gottfried Reinhold Treviranus (Biologie oder Philosophie der lebenden Natur, 1802) i per Jean-Baptiste Lamarck (Hydrogéologie, 1802). Generalment, es diu que el terme va ser encunyat el 1800 per Karl Friedrich Burdach, encara que es menciona en el títol del tercer volum de Philosophiae naturalis sive physicae dogmaticae: Geologia, biologia, phytologia generalis et dendrologia, per Michael Christoph Hanov publicat el 1766.
La biologia comprèn un ampli espectre de camps d'estudi que sovint es tracten com a disciplines independents. Juntes, estudien la vida en un ampli camp d'escales. La vida s'estudia a escala atòmica i molecular en la biologia molecular, en la bioquímica i en la genètica molecular. Des del punt de vista cel·lular, s'estudia en la biologia cel·lular, i a escala multicel·lular, s'estudia en la fisiologia, l'anatomia i la histologia. La biologia del desenvolupament estudia el desenvolupament o l'ontogènesi d'un organisme individual.
Ampliant el camp a més d'un organisme, la genètica tracta el funcionament de l'herència dels pares a la seua descendència. L'etologia tracta el comportament dels grups, açò és, de més d'un individu. La genètica de poblacions observa una població sencera, i la sistemàtica tracta els llinatges entre espècies. Les poblacions interdependents i els seus hàbitats s'examinen en l'ecologia i la biologia evolutiva. Un nou camp d'estudi és l'astrobiologia (o xenobiologia), que estudia la possibilitat de la vida més enllà de la Terra.
Les classificacions dels éssers vius són molt nombroses; es proposen, des de la tradicional divisió en dos regnes establerta per Carl von Linné en el segle xvii, entre animals i plantes, fins a les propostes actuals dels sistemes cladístics amb tres dominis, que comprenen més de 20 regnes.

## Branques de la biologia
- Biologia ambiental
- Biologia humana
- Biologia marina
- Bioquímica
- Biologia cel·lular
- Biologia molecular
- Biologia computacional
- Botànica
- Ecologia
  - Ecologia forestal
  - Ecologia oceànica
  - Ecologia teòrica
  - Limnologia
- Fisiologia
  - Fisiologia animal
  - Fisiologia vegetal
- Genètica
  - Genètica mendeliana
  - Genètica molecular
- Citologia
- Histologia
- Micologia
- Microbiologia
  - Bacteriologia
  - Virologia
- Zoologia
  - Etologia

## Història de la biologia

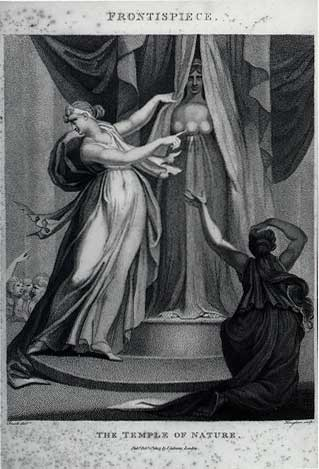
El frontispici dedicat al poema de temàtica evolucionista d'Erasmus Darwin El temple de natura mostra una dea enretirant el vel de la naturalesa (en la persona d'Àrtemis). Al·legoria i metàfora han jugat sovint un rol important en la història de la biologia

La història de la biologia traça l'estudi del món viu des dels temps antics fins als moderns. Encara que el concepte de biologia com a camp coherent únic va florir al segle xix, les ciències biològiques van emergir de les tradicions de medicina i la història natural, arribant enrere fins a la medicina egípcia antiga i els treballs d'Aristòtil i Galè en l'antic món grecoromà, que es desenvoluparen més a l'edat mitjana amb els metges musulmans i estudiosos com al-Jahiz, Avicenna, Avenzoar, Ibn al-Baitar i Ibn an-Nafís. Durant el Renaixement europeu i al començament del període modern, el pensament biològic es va revolucionar a Europa per un interès renovat en l'empirisme i el descobriment de molts organismes nous. Prominents en aquest moviment, ho eren Vesalius i Harvey, que feien servir l'experimentació i l'observació curosa en medicina, i naturalistes com Carl von Linné i Buffon, que van començar a classificar la diversitat de vida i el registre fòssil, com també el desenvolupament i comportament d'organismes. La microscòpia va revelar el món desconegut prèviament de microorganismes, posant les bases per a la teoria cel·lular. La importància creixent de la teologia natural, parcialment una resposta a l'esplendor de la filosofia mecànica, va encoratjar al creixement de la història natural (encara que va atrinxerar l'argument teològic).
Entre els segles xviii i xix, les ciències biològiques com la botànica i la zoologia van esdevenir disciplines científiques professionals en increment. Lavoisier i altres científics físics van començar a connectar els mons animat i inanimat mitjançant la física i la química. Els exploradors naturalistes com Alexander von Humboldt van investigar la interacció entre organismes i el seu entorn, i els camins en què aquesta relació depèn de la geografia, posant els fonaments de la biogeografia, l'ecologia i l'etologia. Els naturalistes van començar a refusar l'essencialisme i a considerar la importància de l'extinció i la mutabilitat de les espècies. La teoria cel·lular va proveir una nova perspectiva sobre les bases fonamentals de la vida. Aquests desenvolupaments, com també els resultats de l'embriologia i la paleontologia, es van sintetitzar en la teoria de l'evolució per selecció natural de Charles Darwin. El final del segle xix va veure la caiguda de la generació espontània i l'esplendor de la teoria microbiana de la malaltia, tot i que el mecanisme d'herència biològica va romandre un misteri.
Al començament del segle xx, el redescobriment de la feina de Mendel va conduir cap al ràpid desenvolupament de la genètica per Thomas Hunt Morgan i els seus estudiants, i cap als anys 1930 la combinació de la genètica poblacional i la selecció natural en la "síntesi neo-darwiniana". Noves disciplines es desenvoluparen ràpidament, especialment després que Watson i Crick proposessin l'estructura de l'ADN. A continuació de l'establiment del dogma central i el desxiframent del codi genètic, la biologia es va dividir llargament entre biologia d'organismes -els camps que tracten la totalitat d'organismes i grups d'organismes- i els camps relacionats amb la biologia cel·lular i molecular. Cap a finals del segle xx, nous camps com la genòmica i la proteòmica estaven capgirant aquesta tendència, amb biòlegs d'organismes fent servir tècniques moleculars, i biòlegs cel·lulars i moleculars investigant la interacció entre els gens i l'ambient, com també la genètica de poblacions naturals d'organismes.

## Principis de la biologia
A diferència de la física, la biologia no sol descriure sistemes biològics en termes d'objectes que obeeixen lleis físiques immutables descrites per les matemàtiques. Tanmateix, la biologia es caracteritza per seguir alguns principis i conceptes de gran importància, entre els quals s'inclouen: la universalitat, l'evolució, la diversitat, la continuïtat, l'homeòstasi i les interaccions.

### Universalitat: bioquímica, cèl·lules i el codi genètic

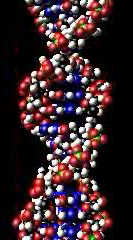
Representació esquemàtica de la molècula d'ADN, la molècula portadora de la informació genètica

Hi ha moltes constants universals i processos comuns que són fonamentals per a conèixer les formes de vida. Per exemple, totes les formes de vida estan compostes per cèl·lules, que estan basades en una bioquímica comuna, que és la química dels éssers vius. Tots els organismes perpetuen els seus caràcters hereditaris mitjançant el material genètic, que està basat en l'àcid nucleic ADN, que empra un codi genètic universal. En la biologia del desenvolupament, la característica de la universalitat també està present: per exemple, el desenvolupament primerenc de l'embrió segueix uns passos bàsics que són molt semblants en molts organismes metazous.

### Evolució: el principi central de la biologia
Un dels conceptes centrals de la biologia és que tota vida descendeix d'un origen comú que ha seguit el procés de l'evolució. De fet, aquesta és una de les raons per la qual els organismes biològics exhibeixen una semblança tan cridanera en les unitats i processos que s'han discutit en la secció anterior. Charles Darwin va establir la credibilitat de la teoria de l'evolució en articular el concepte de selecció natural (a Alfred Russell Wallace, se'l sol reconèixer com a codescobridor d'aquest concepte). Amb l'anomenada síntesi moderna de la teoria evolutiva, la deriva genètica va ser acceptada com un altre mecanisme fonamental implicat en el procés.
S'anomena filogènia l'estudi de la història evolutiva i les relacions genealògiques de les estirps. Les comparacions de seqüències d'ADN i de proteïnes, facilitades pel desenvolupament tècnic de la biologia molecular i de la genòmica, junt amb l'estudi comparatiu de fòssils o altres restes paleontològiques, generen la informació precisa per a l'anàlisi filogenètica. L'esforç dels biòlegs per abordar científicament la comprensió i la classificació de la diversitat de la vida ha donat lloc al desenvolupament de diverses escoles en competència, com la fenètica, que pot considerar-se superada, o la cladística. No es discuteix que el desenvolupament molt recent de la capacitat de desxifrar sobre bases sòlides la filogènia de les espècies està catalitzant una nova fase de gran productivitat en el desenvolupament de la biologia.

### Diversitat: varietat d'organismes vius

Arbre filogenètic dels éssers vius basat en dades sobre el seu ARNr. Els tres regnes principals d'éssers vius apareixen clarament diferenciats: bacteris, archaea, i eucariotes tal com van ser descrits inicialment per Carl Woese. Altres arbres basats en dades genètiques d'un altre tipus resulten semblants però poden agrupar alguns organismes en branques lleugerament diferents, presumiblement a causa de la ràpida evolució de l'ARNr. La relació exacta entre els tres grups principals d'organismes roman encara com un important tema de debat

A pesar de la unitat subjacent, la vida exhibeix una sorprenent diversitat en morfologia, comportament i cicles vitals. Per a afrontar aquesta diversitat, els biòlegs intenten classificar totes les formes de vida. Aquesta classificació científica reflecteix els arbres evolutius (arbres filogenètics) dels diferents organismes. Les dites classificacions són competència de les disciplines de la sistemàtica i la taxonomia. La taxonomia situa els organismes en grups anomenats tàxon, mentre que la sistemàtica tracta de trobar les seues relacions.
Tradicionalment, els éssers vius s'han classificat en cinc regnes:
- Monera.
- Protista.
- Fungi.
- Plantae.
- Animalia.

Tanmateix, actualment aquest sistema de cinc regnes es creu desfasat. Entre les idees més modernes, generalment s'accepta el sistema de tres dominis:
- archaea (originàriament Archaebacteria).
- Eubacteri (originàriament Eubacteria).
- Eucariota.

Aquests àmbits reflecteixen si les cèl·lules tenen nucli o no, així com les diferències en l'exterior de les cèl·lules. Hi ha també una sèrie de paràsits intracel·lulars que, en termes d'activitat metabòlica, són cada vegada menys vius:
- Virus.
- Viroides.
- Virusoides.
- Prions.

El recent descobriment d'una nova classe de virus, denominat Mimivirus', ha causat que es propose l'existència d'un quart domini per les seues característiques particulars, en el qual per ara només estaria inclòs aqueix organisme.

### Continuïtat: l'avantpassat comú de la vida
Es diu que un grup d'organismes té un ancestre comú si té un avantpassat comú. Tots els organismes existents en la Terra descendeixen d'un avantpassat comú o, si és el cas, de recursos genètics ancestrals. Aquest últim avantpassat comú universal, açò és, l'avantpassat comú més recent de tots els organismes, es creu que va aparèixer fa al voltant de 3.500 milions d'anys (vegeu origen de la vida).
La noció que "tota vida prové d'un ou" (del llatí Omne vivum exovulo) és un concepte fonamental de la biologia moderna, i ve a dir que sempre ha existit una continuïtat de la vida des del seu origen inicial fins a l'actualitat. En el segle xix, es pensava que les formes de vida podien aparèixer de manera espontània sota certes condicions (vegeu abiogènesi). Els biòlegs consideren que la universalitat del codi genètic és una prova definitiva a favor de la teoria del descendent comú universal (DCU) de tots els bacteris, archaea, i eucariotes (vegeu sistema de tres dominis).

### Homeòstasi: adaptació al canvi
L'homeòstasi és la propietat d'un sistema obert per a regular el seu medi intern per a mantenir unes condicions estables, mitjançant múltiples ajustos d'equilibri dinàmic controlats per mecanismes de regulació interrelacionats. Tots els organismes vius, siguen unicel·lulars o pluricel·lulars tenen la seua pròpia homeòstasi. Per posar uns exemples, l'homeòstasi es manifesta cel·lularment quan es manté una acidesa interna estable (pH); a nivell d'organisme, quan els animals de sang calenta mantenen una temperatura corporal interna constant; i a nivell d'ecosistema, en consumir diòxid de carboni, les plantes regulen la concentració d'aquesta molècula en l'atmosfera. Els teixits i els òrgans també poden mantenir la seua pròpia homeòstasi.

### Interaccions: grups i entorns

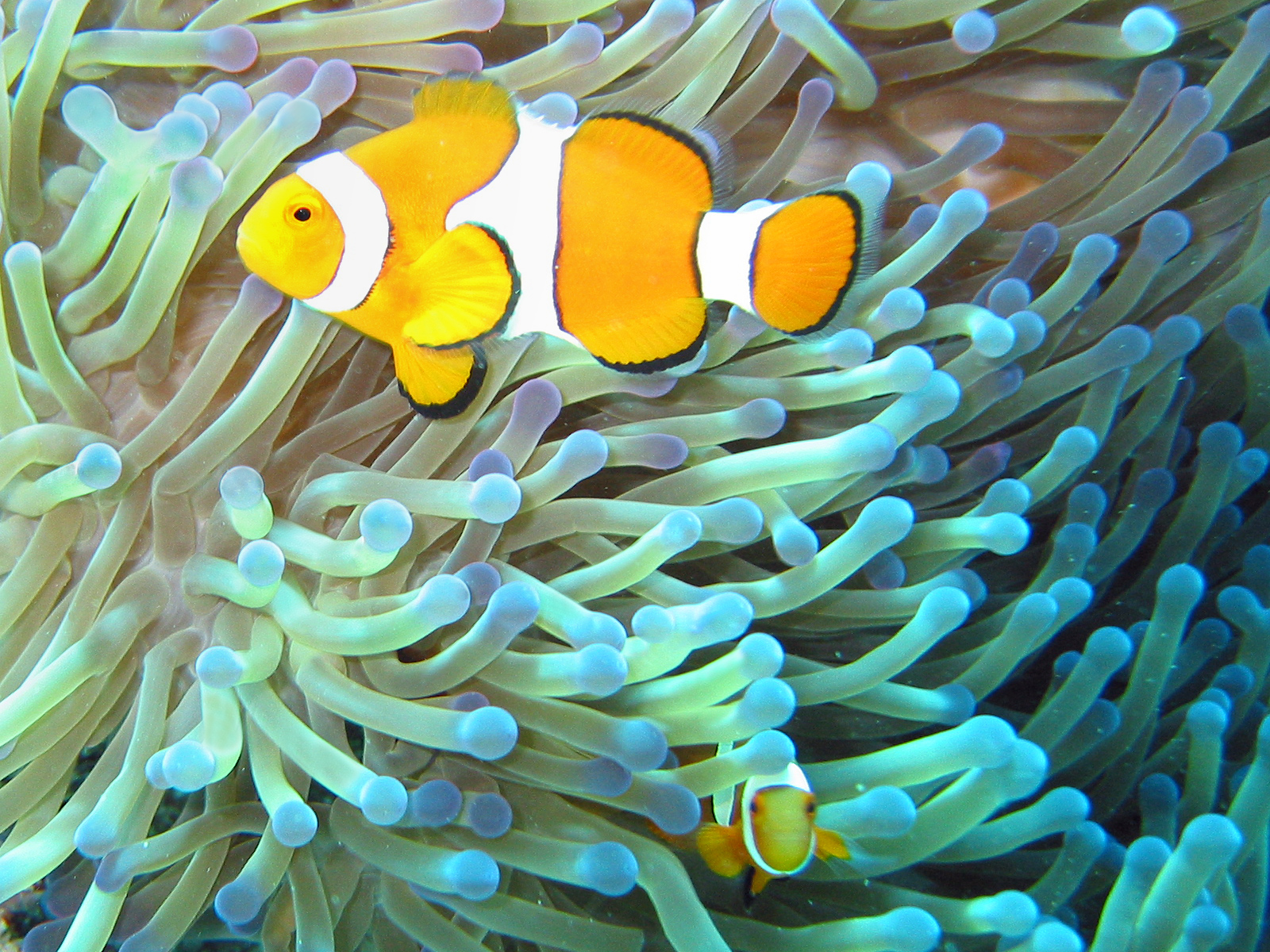
Simbiosi entre un peix pallasso del gènere dels Amphiprions i les anemones de mar. El peix protegeix les anemones d'altres peixos menjadors d'anemones mentre que els tentacles de les anemones protegeixen el peix pallasso dels seus predadors

Tots els éssers vius interaccionen amb altres organismes i amb el seu entorn. Una de les raons per les quals els sistemes biològics poden ser difícils d'estudiar és que hi ha massa interaccions possibles. La resposta d'un bacteri microscòpic a la concentració de sucre en el seu medi (en el seu entorn) és tan complexa com la d'un lleó buscant menjar en la sabana africana. El comportament d'una espècie en particular pot ser cooperatiu o agressiu; parasitari o simbiòtic. Els estudis es tornen molt més complexos quan dues o més espècies diferents interaccionen en un mateix ecosistema; l'estudi d'aquestes interaccions és competència de l'ecologia.

## Abast de la biologia
Per una llista completa de les disciplines de la biologia, vegeu el quadre Disciplines generals de la biologia al final de l'article.
La biologia s'ha convertit en una iniciativa investigadora tan vasta que, generalment, no s'estudia com una única disciplina, sinó com un conjunt de subdisciplines. Ací es consideraran quatre amplis grups: 
- El primer consta de disciplines que estudien les estructures bàsiques dels sistemes vius: cèl·lules, gens, etc.;
- el segon grup considera l'operació d'aquestes estructures a nivell de teixits, òrgans i cossos;
- una tercera agrupació té en compte els organismes i les seues històries;
- l'última constel·lació de disciplines està enfocada a les interaccions.

Tanmateix, és important assenyalar que aquests límits, agrupacions i descripcions són una descripció simplificada de la investigació biològica. En realitat, els límits entre disciplines són molt insegurs i, sovint, moltes disciplines es presten tècniques les unes a les altres. Per exemple, la biologia de l'evolució es recolza en gran manera de tècniques de la biologia molecular per a determinar les seqüències d'ADN que ajuden a comprendre la variació genètica d'una població; i la fisiologia pren préstecs abundants de la biologia cel·lular per descriure la funció de sistemes orgànics.

### Estructura de la vida

Esquema d'una típica cèl·lula animal amb els seus orgànuls i estructures. 1 nuclèol; 2 nucli; 3, ribosoma, 5 reticle endoplasmàtic rugós; 4 vesícula; 6, aparell de Golgi; 7 filament del citoesquelet; reticle endoplasmàtic llis; 9 mitocondris; 10 vacúol; 11 citosol, 12 lisosoma; 13 centríol

La biologia molecular és l'estudi de la biologia a nivell molècular. El camp s'encavalca amb altres àrees de la biologia, en particular amb la genètica i la bioquímica. La biologia molecular tracta principalment de comprendre les interaccions entre diversos sistemes d'una cèl·lula, incloent-hi la interrelació de la síntesi de proteïnes d'ADN i ARN i de l'aprenentatge de com es regulen aquestes interaccions.
La biologia cel·lular estudia les propietats fisiològiques de les cèl·lules, així com els seus comportaments, interaccions i entorn; açò es fa tant a nivell microscòpic com molecular. La biologia cel·lular investiga els organismes unicel·lulars com bacteris i cèl·lules especialitzades d'organismes pluricel·lulars com els humans.
La comprensió de la composició de les cèl·lules i de com funcionen aquestes és fonamental per a totes les ciències biològiques. L'apreciació de les semblances i diferències entre tipus de cèl·lules és particularment important per als camps de la biologia molecular i cel·lular. Aquestes semblances i diferències fonamentals permeten unificar els principis apresos de l'estudi d'un tipus de cèl·lula, que es pot extrapolar i generalitzar a altres tipus de cèl·lules.
La genètica és la ciència dels gens, l'herència i la variació dels organismes. En la investigació moderna, la genètica proporciona importants ferramentes d'investigació de la funció d'un gen particular, açò és, l'anàlisi d'interaccions genètiques. Dins dels organismes, generalment la informació genètica es troba en els cromosomes, i està representada en l'estructura química de molècules d'ADN particulars.
Els gens codifiquen la informació necessària per sintetitzar proteïnes, que, al seu torn, juguen un gran paper, influint (encara que, en molts casos, no el determinen completament) el fenotip final de l'organisme.
La biologia del desenvolupament estudia el procés pel qual els organismes creixen i es desenvolupen. Amb origen en l'embriologia, la biologia del desenvolupament actual estudia el control genètic del creixement cel·lular, la diferenciació cel·lular i la morfogènesi, que és el procés pel qual s'arriba a la formació dels teixits, dels òrgans i de l'anatomia.
Els organismes models de la biologia del desenvolupament inclouen el cuc redó Caenorhabditis elegans, la mosca de la fruita (Drosophila melanogaster), el peix zebra Danio rerio, el ratolí Mus musculus, i l'herba Arabidopsis thaliana.

### Fisiologia dels organismes
La fisiologia estudia els processos mecànics, físics i bioquímics dels organismes vius, i intenta comprendre com funcionen totes les estructures com una unitat. El funcionament de les estructures és un problema capital en biologia.
Tradicionalment, s'han dividit els estudis fisiològics en fisiologia vegetal i fisiologia animal, encara que els principis de la fisiologia són universals, no importa quin organisme particular s'està estudiant. Per exemple, el que s'aprèn de la fisiologia d'una cèl·lula de rent pot aplicar-se també a cèl·lules humanes.
El camp de la fisiologia animal estén les ferramentes i els mètodes de la fisiologia humana a les espècies animals no humanes. La fisiologia vegetal també manlleva tècniques dels dos camps.
L'anatomia és una part important de la fisiologia i considera com funcionen i interaccionen els sistemes orgànics dels animals com el sistema nerviós, el sistema immunitari, el sistema endocrí, el sistema respiratori i el sistema circulatori. L'estudi d'aquests sistemes es comparteix amb disciplines orientades a la medicina, com la neurologia, la immunologia i altres de semblants. L'anatomia comparada estudia els canvis morfofisiológics que han anat experimentant les espècies al llarg de la seua història evolutiva, valent-se per a això de les homologies existents en les espècies actuals i l'estudi de restes fòssils.
D'altra banda, més enllà del nivell d'organització organísmic, l'ecofisiologia estudia els processos fisiològics que tenen lloc en les interaccions entre organismes, a nivell de comunitats i ecosistemes, així com de les interrelacions entre els sistemes vius i els inerts (com per exemple, l'estudi dels cicles biogeoquímics o els intercanvis biosfera-atmosfera).

### Diversitat i evolució dels organismes

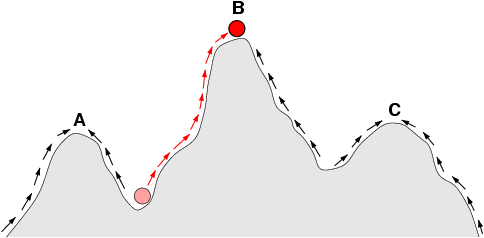
En el camp de la genètica de poblacions, l'evolució d'una població d'organismes pot representar-se com un recorregut en un espai d'adaptació. Les fletxes indiquen el flux de la població sobre l'espai d'adaptació i els punts A, B i C representarien màxims d'adaptabilitat locals. La bola roja indica una població que evoluciona des d'una baixa adaptació fins al cim d'un dels màxims d'adaptació

La biologia de l'evolució tracta l'origen i la descendència de les espècies, així com el seu canvi al llarg del temps, açò és, la seua evolució.
La biologia de l'evolució és un camp global perquè inclou científics de diverses disciplines tradicionalment orientades a la taxonomia. Per exemple, generalment inclou científics que tenen una formació especialitzada en organismes particulars, com la teriologia, l'ornitologia o l'herpetologia, encara que usen aquests organismes com a sistemes per a respondre preguntes generals de l'evolució. Açò també inclou els paleontòlegs que, a partir dels fòssils, responen preguntes sobre el mode i el temps de l'evolució, així com teòrics d'àrees com ara la genètica poblacional i la teoria de l'evolució. En els anys 90, la biologia del desenvolupament va fer una reentrada en la biologia de l'evolució des de la seua exclusió inicial de la síntesi moderna amb l'estudi de la biologia evolutiva del desenvolupament. Alguns camps relacionats que sovint s'han considerat part de la biologia de l'evolució són la filogènia, la sistemàtica i la taxonomia.
Les dues disciplines tradicionals orientades a la taxonomia més importants són la botànica i la zoologia. La botànica és l'estudi científic de les plantas. La botànica cobreix un ampli rang de disciplines científiques que estudien el creixement, la reproducció, el metabolisme, el desenvolupament, les malalties i l'evolució de la vida de la planta.
La zoologia és la disciplina que tracta l'estudi dels animals, incloent-hi la fisiologia, l'anatomia i l'embriologia. La genètica comuna i els mecanismes de desenvolupament dels animals i les plantes s'estudia en la biologia molecular, la genètica molecular i la biologia del desenvolupament. L'ecologia dels animals està coberta amb l'ecologia del comportament i altres camps.

#### Classificació de la vida
El sistema de classificació dominant s'anomena taxonomia de Linné, i inclou rangs i nomenclatura binomial. El mode en què els organismes reben el seu nom està governat per acords internacionals, com el codi internacional de nomenclatura botànica (CINB o ICBN en anglés), el codi internacional de nomenclatura zoològica (CINZ o ICZN en anglés) i el codi internacional de nomenclatura bacteriana (CINB o ICNB en anglés). El 1997, es va publicar un quart esborrany del biocodi (BioCode) en un intent d'estandarditzar la nomenclatura en les tres àrees, però no pareix haver sigut adoptat formalment. El codi internacional de classificació i nomenclatura de virus (CICNV o ICVCN en anglés) roman fora del biocodi.

### Organismes en interacció
L'ecologia estudia la distribució i l'abundància d'organismes vius i les interaccions d'aquests organismes amb el seu entorn. L'entorn d'un organisme inclou tant el seu hàbitat, que es pot descriure com la suma de factors abiòtics locals com el clima i la geologia, així com els altres organismes amb què comparteixen aqueix hàbitat. Les interaccions entre organismes poden ser inter o intraespecífiques, i aquestes relacions es poden classificar segons si per a cada un dels agents en interacció resulta beneficiosa, perjudicial o neutra.
Un dels pilars fonamentals de l'ecologia és estudiar el flux d'energia que es propaga a través de la xarxa tròfica, des dels productors primaris fins als consumidors i detritívors, perdent qualitat aquesta energia en el procés en dissipar-se en forma de calor. La principal aportació d'energia als ecosistemes és l'energia provinent del sol, però les plantes (en ecosistemes terrestres, o les algues en els aquàtics) tenen una eficiència fotosintètica limitada, igual que els herbívors i els carnívors tenen una eficàcia heterotròfica. Aquesta és la raó per la qual un ecosistema sempre podrà mantenir un nombre més gran i quantitat d'herbívors que de carnívors, i és per açò que es coneix les xarxes tròfiques també com "piràmides", i és per açò que els ecosistemes tenen una capacitat de càrrega limitada (i la mateixa raó per la qual es necessita molt més territori per a produir carn que vegetals).
Els sistemes ecològics s'estudien a diferents nivells, des d'individuals i poblacionals (encara que en certa manera pot parlar-se d'una "ecologia dels gens", infraorganísmica), fins als ecosistemes complets i la biosfera, i existeixen algunes hipòtesis que postulen que aquesta última podria considerar-se en certa manera un "supraorganisme" amb capacitat d'homeòstasi. L'ecologia és una ciència multidisciplinària i fa ús de moltes altres branques de la ciència, alhora que permet aplicar algunes de les seves anàlisis a altres disciplines: en teoria de la comunicació, es parla d'ecologia de la informació, i en màrqueting s'estudien els nínxols de mercat. Existeix fins i tot una branca del pensament econòmic que sosté que l'economia és un sistema obert que ha de ser considerat com a part integrant del sistema ecològic global.
L'etologia, d'altra banda, estudia el comportament animal (en particular, d'animals socials com els insectes socials, els cànids o els pròcers), i a vegades es considera una branca de la zoologia. Els etòlegs s'han ocupat, a la llum dels processos evolutius, del comportament i la comprensió del comportament segons la teoria de la selecció natural. En cert sentit, el primer etòleg modern va ser Charles Darwin, el llibre del qual L'expressió de les emocions en els animals i homes va influir molts etòlegs posteriors en suggerir que certs trets del comportament podrien estar subjectes a la mateixa pressió selectiva que altres trets merament físics.
L'especialista en formigues E. O. Wilson va despertar una aguda polèmica en temps més recents amb el seu llibre de 1980 Sociobiologia: la nova síntesi, en pretendre que la sociobiologia hauria de ser una disciplina matriu, que partint de la metodologia desenvolupada pels etòlegs, englobara tant a la psicologia com l'antropologia o la sociologia i en general totes les ciències socials, ja que en la seua visió la naturalesa humana és essencialment animal. Aquest enfocament ha sigut criticat per autors com el genètic R. C. Lewontin per exhibir un reduccionisme que en última instància justifica i legitima les diferències instituïdes socialment.
L'etologia moderna comprèn disciplines com la neuroetologia, inspirades en la cibernètica i amb aplicacions industrials en el camp de la robòtica i la neuropsiquiatria. També manlleva molts desenvolupaments de la teoria de jocs, especialment en dinàmiques evolutives, i alguns dels seus conceptes més populars són el de gen egoista, creat per Richard Dawkins o el de Meme.

## 

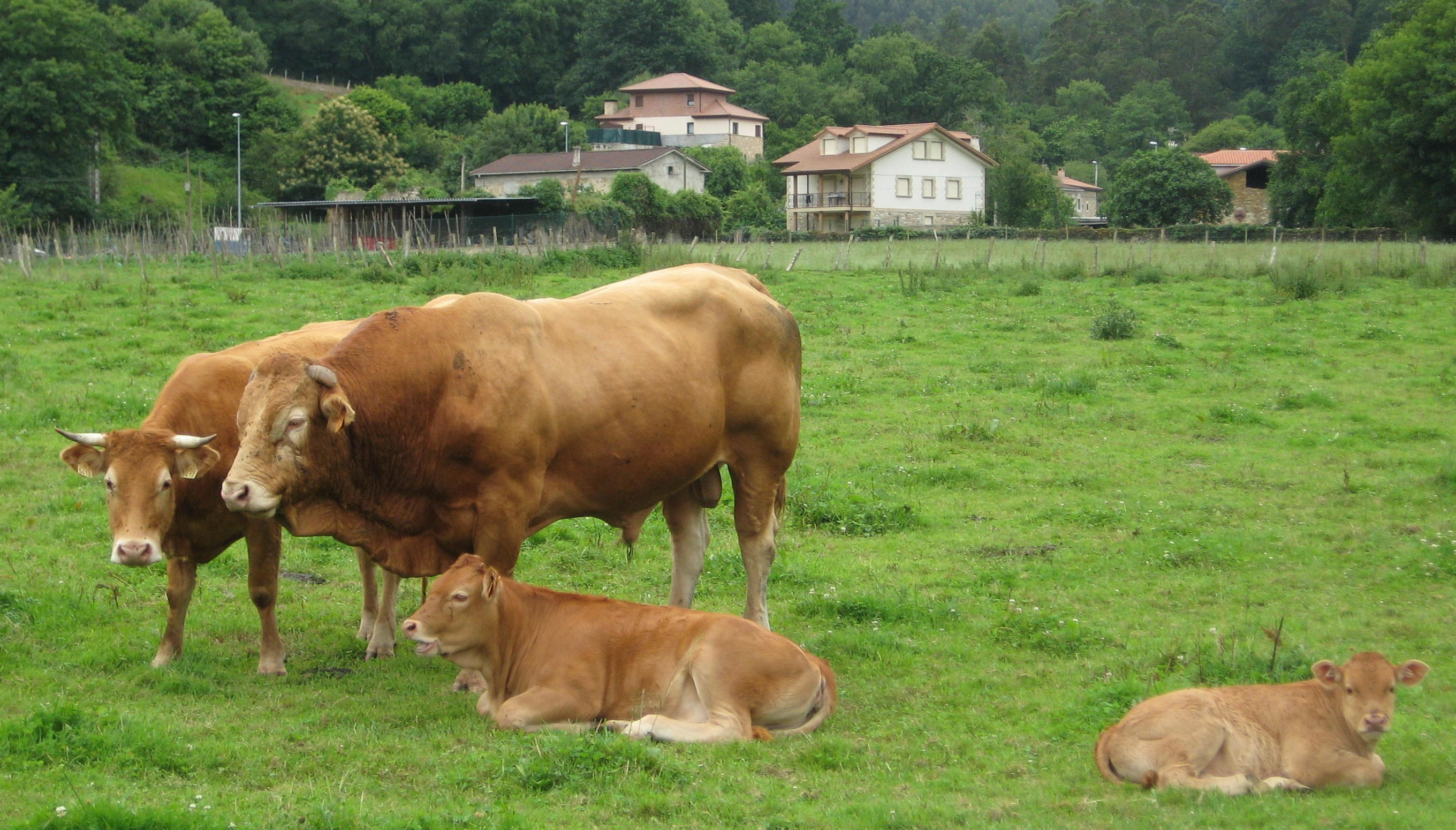
Animalia - Bos primigenius taurus
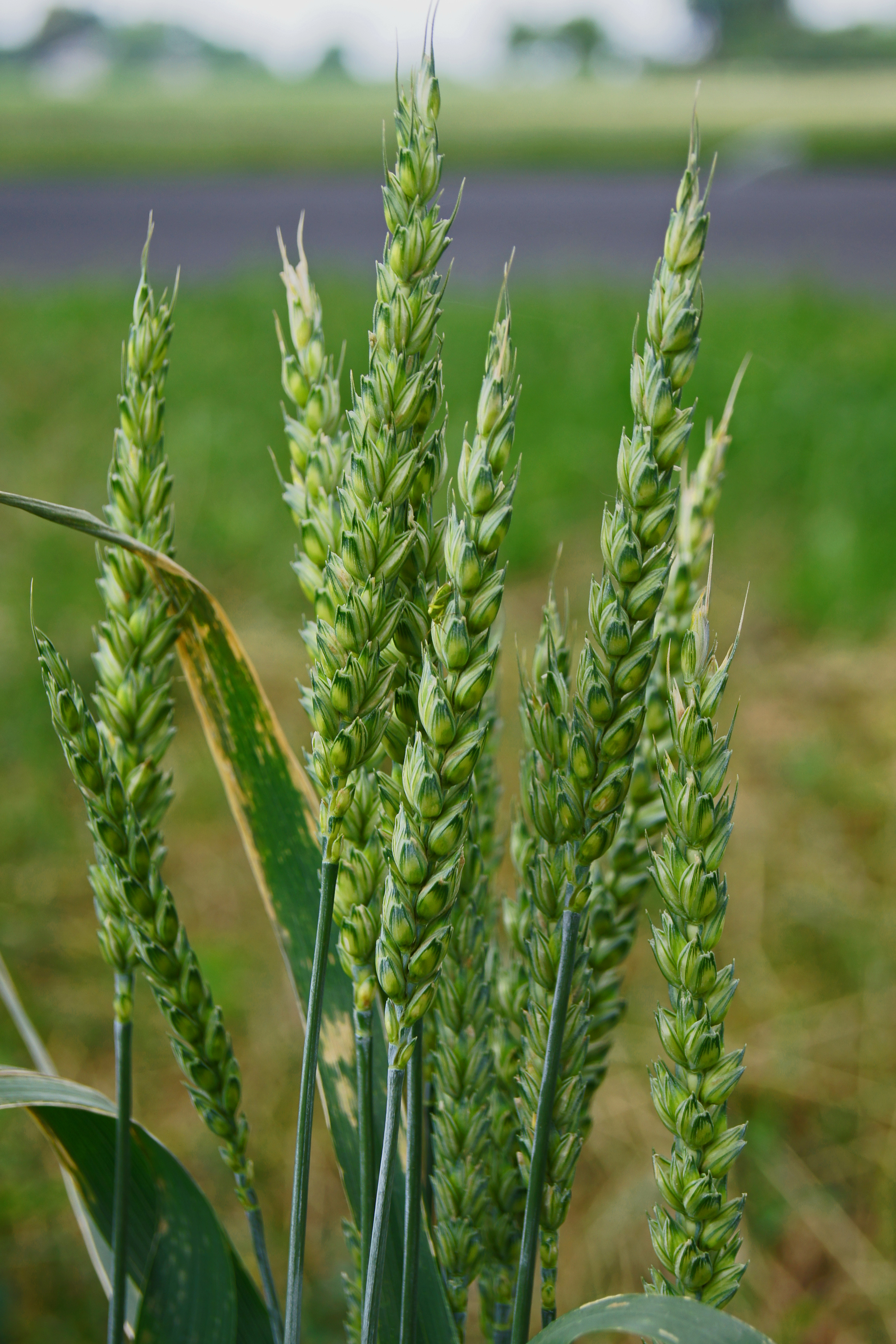
Planta - Triticum
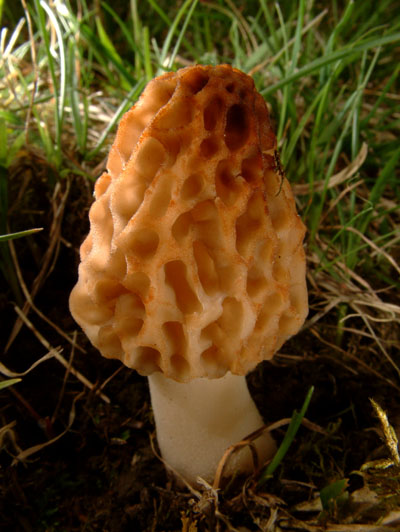
Fungi - Morchella esculenta
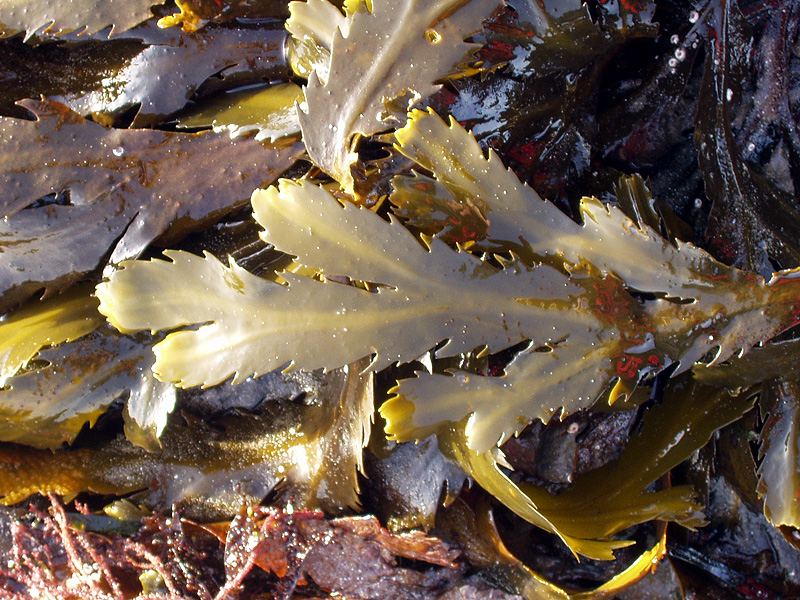
Stramenopila/Chromista - Fucus serratus
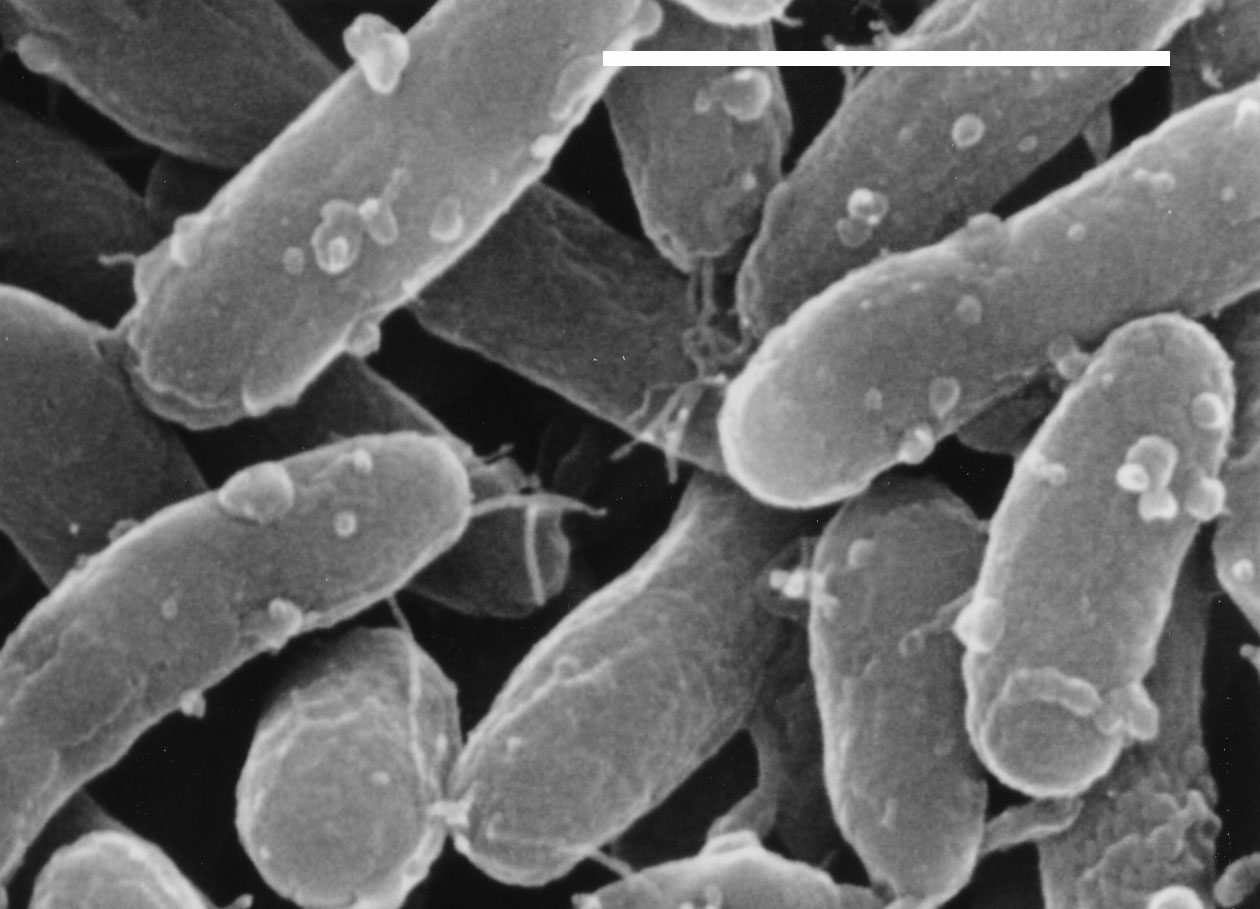
Bacteria - Gemmatimonas aurantiaca (- = 1 Micrometer)
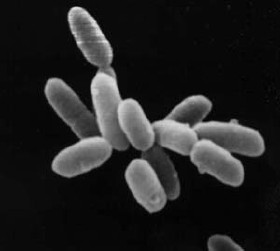
Archaea - Halobacteria
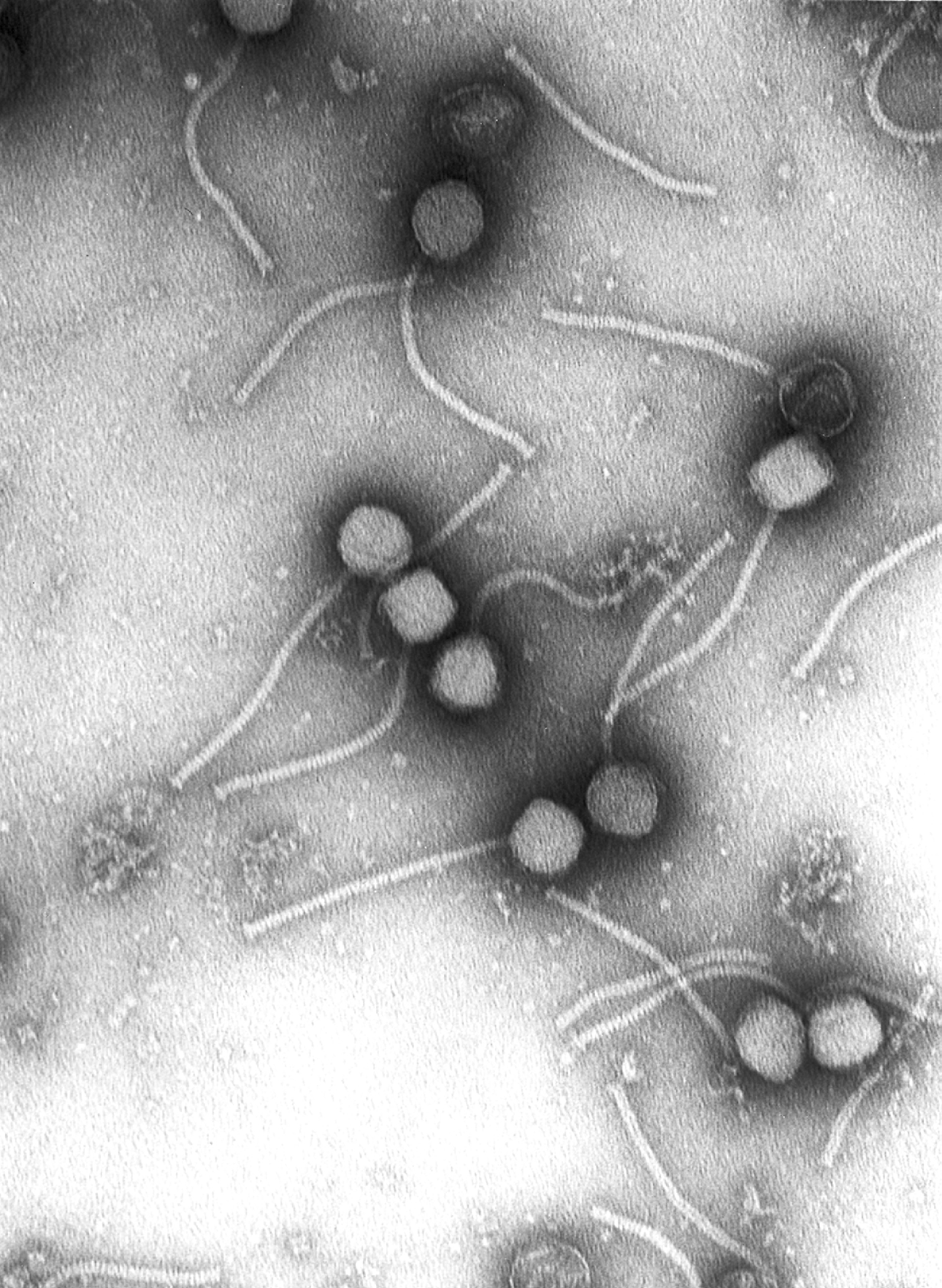
Virus - Gamma phage